# 昂代尔南
昂代尔南（法語：Andelnans，法語發音：[ɑ̃dɛlnɑ̃]）是法国勃艮第-弗朗什-孔泰大区贝尔福地区省的一个市镇，位于该省中西部，贝尔福市区以南。

## 地理
昂代尔南（47°36'9"N, 6°52'7"E）面积4.17 平方千米，位于法国勃艮第-弗朗什-孔泰大區贝尔福地区省，该省份为法国东北部内陆省份，东临上莱茵省，北起孚日省，西接上索恩省，南与杜省和瑞士接壤。
与昂代尔南接壤的市镇（或旧市镇、城区）包括：当茹坦、阿尔日耶桑、巴维耶、博唐、塞沃南、韦兹卢瓦、梅鲁-莫瓦勒。

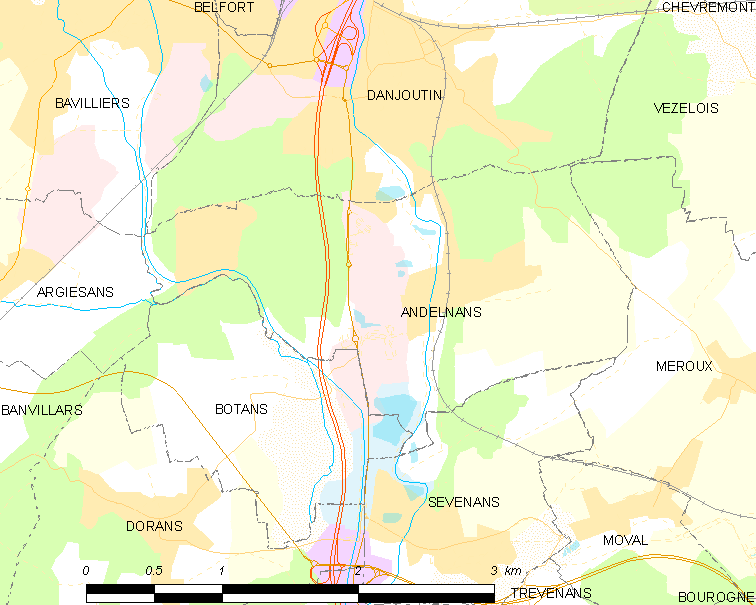
昂代尔南的OSM定位图

昂代尔南的时区为UTC+01:00、UTC+02:00（夏令时）。

## 行政
昂代尔南的邮政编码为90400，INSEE市镇编码为90001。

## 政治
昂代尔南所属的省级选区为沙特努瓦莱福日县。

## 人口

1962-2008年间昂代尔南人口变化图示

昂代尔南于2022年1月1日时的人口数量为1123人。